# Сент-Льюїс Санс Юнайтед (футбольний клуб)
Сент-Льюїс Санс Юнайтед (англ. Saint Louis Suns United) — сейшельський футбольний клуб з міста Вікторія.

## Історія
Футбольний клуб «Сент-Льюїс Санс Юнайтед» виник у 2007 році внаслідок злиття «Сент-Льюїс» (заснований в 1985 році) та «Саншайн» (1993) в один клуб.
Сент-Льюїс виграв 13 чемпіонських титулів у період між 1979 та 1994 роками, а також декілька разів взяв участь у континентальних змаганнях. Саншайн здобув свій перший чемпіонський титул в 1995 році, всього через два роки після заснування клубу. У наступному році «Саншайн» дебютував на міжнародних турнірах, представляючи Сейшельські острови в Кубку африканських чемпіонів. Саншайну вдалося здобути домашню перемогу, але клуб все одно не зміг подолати попередній раунд, оскільки за сумою двох матчів команда поступилася більш досвідченій ефіопській команді Сент-Джордж СА. З моменту свого заснування команда виступає у вищому дивізіоні національного чемпіонату.

## Досягнення
- Перший дивізіон[3]
  -  Чемпіон (13): 1979, 1980, 1981, 1983, 1985, 1986, 1987, 1988, 1989, 1990, 1991, 1992, 1994 (як «Сент-Льюїс»)
  -  Чемпіон (1): 1995 (як «Саншайн»)
  -  Срібний призер (2): 2004, 2005 (як «Сент-Льюїс»)
  -  Срібний призер (1): 1997 (як «Саншайн»)
  -  Срібний призер (1): 2015 (як «Сент-Льюїс Санс Юнайтед»)
  -  Бронзовий призер (1): 1998 (як «Сент-Льюїс»)
  -  Бронзовий призер (1): 2000 (як «Саншайн»)
  -  Бронзовий призер (2): 2007, 2008 (як «Сент-Льюїс Санс Юнайтед»)

- Кубок Сейшельських Островів[5]
  -  Володар (2): 1988, 2003 (як «Сент-Льюїс»)
  -  Володар (1): 2000 (як «Саншайн»)
  -  Володар (1): 2010 (як «Сент-Льюїс Санс Юнайтед»)
  -  Фіналіст (2): 1991, 1993 (як «Сент-Льюїс»)
  -  Фіналіст (2): 1999, 2001 (як «Саншайн»)
  -  Фіналіст (2): 2008, 2009 (як «Сент-Льюїс Санс Юнайтед»)

- Кубок Президента Сейшельських островів[5]
  -  Володар (2): 2003 (як «Сент-Льюїс»)
  -  Володар (1): 2008 (як «Сент-Льюїс Санс Юнайтед»)

## Виступи на континентальних турнірах
- Кубок Африканських чемпіонів: 5 виступів

1989: Перший раунд
1990: Перший раунд
1991: Попередній раунд
1992: Попередній раунд
1996: Попередній раунд
- Кубок конфедерації КАФ: 1 участь

2004 – Попередній раунд
- Кубок володарів кубків КАФ: 2 виступи

1998: Попередній раунд
2001: Другий раунд